# Potentilla bolanderi
Potentilla bolanderi là loài thực vật có hoa trong họ Hoa hồng. Loài này được (A. Gray) Greene miêu tả khoa học đầu tiên năm 1887.